# 2005–2006-os magyar gyeplabdabajnokság
A 2005–2006-os magyar gyeplabdabajnokság a hetvenhatodik gyeplabdabajnokság volt. A bajnokságban hét csapat indult el. A Rosco SE és az Építők HC a nemzetközi Interligában indult, a többi 5 csapat két kört játszott, majd az első két helyezettel egy kört játszottak a rájátszásban. Ebben az első két helyezett azonos pontszámot ért el, ezért helyosztót tartottak.

## Csoportkör
| #  | Csapat        | M | Gy | D | V | G+ | G- | P  |
| -- | ------------- | - | -- | - | - | -- | -- | -- |
| 1. | Olcote HC     | 8 | 8  | 0 | 0 | 39 | 10 | 24 |
| 2. | Rosco SE II.  | 8 | 5  | 1 | 2 | 40 | 17 | 16 |
| 3. | ARES HC       | 8 | 3  | 2 | 3 | 15 | 17 | 11 |
| 4. | Építők HC II. | 8 | 1  | 1 | 6 | 17 | 41 | 4  |
| 5. | Pedagógus HC  | 8 | 1  | 0 | 7 | 19 | 45 | 3  |

* M: Mérkőzés Gy: Győzelem D: Döntetlen V: Vereség G+: Ütött gól G-: Kapott gól P: Pont

## Rájátszás
| #  | Csapat       | M | Gy | D | V | G+ | G- | P |
| -- | ------------ | - | -- | - | - | -- | -- | - |
| 1. | Rosco SE     | 3 | 2  | 0 | 1 | 12 | 11 | 6 |
| 2. | Építők HC    | 3 | 2  | 0 | 1 | 10 | 7  | 6 |
| 3. | Rosco SE II. | 3 | 1  | 0 | 2 | 7  | 7  | 3 |
| 4. | Olcote HC    | 3 | 1  | 0 | 2 | 10 | 14 | 3 |

* M: Mérkőzés Gy: Győzelem D: Döntetlen V: Vereség G+: Ütött gól G-: Kapott gól P: Pont

## Helyosztó
1. helyért: Rosco SE–Építők HC 5–0